# The Rise of Victimhood Culture
The Rise of Victimhood Culture: Microaggressions, Safe Spaces, and the New Culture Wars (El surgimiento de la cultura del victimismo: microagresiones, espacios seguros y nuevos conflictos culturales) es un libro publicado en 2018 por los sociólogos Bradley Campbell y Jason Manning. Parte del contenido apareció primero en un artículo académico, Microaggression and Moral Cultures, publicado en 2014 por los mismos autores en la revista Comparative Sociology.
En el libro, Campbell y Manning alegan que las acusaciones de microagresión se centran en ofensas no intencionadas, a diferencia del movimiento por los derechos civiles en Estados Unidos, que se enfocó en injusticias concretas. Sostienen que el propósito de llamar la atención sobre las microagresiones es realzar la posición social de la víctima perjudicada: «cuando las víctimas hacen públicas las microagresiones, llaman la atención sobre aquello que perciben como un comportamiento perverso de los infractores. Al hacerlo, también llaman la atención sobre su propia victimización». Esto «rebaja la condición moral del agresor» y realza «la condición moral de la víctima».
Basándose en las investigaciones del sociólogo Donald Black sobre el conflicto, así como en estudios transculturales sobre el conflicto y la moralidad, Campbell y Manning sostienen que los conflictos culturales contemporáneos rememoran tácticas descritas por los académicos en las que la parte agraviada busca el apoyo de terceros. Asimismo, los autores argumentan que los conflictos reivindicativos han propiciado un cambio moral a gran escala, en el que está emergiendo una cultura del victimismo que está compitiendo con y desplazando a las culturas del honor y de la dignidad.

## Tesis
Los autores desciben tres paradigmas de cultura moral que, de manera sucesiva, han moldeado a la sociedad estadounidense. Estos se denominan: la cultura del honor, la cultura de la dignidad y la cultura del victimismo.
Las culturas del honor, a menundo denominadas culturas de honor y vergüenza, son aquellas como la del Viejo Oeste o la europea de cuando los duelos eran comunes. En tales culturas, el honor es algo primordial; cuando este es mancillado, el agraviado toma represalias directamente, por ejemplo, mediante un duelo de sangre. En las culturas del honor, las víctimas tienen una condición moral bajísima.
Campbell y Manning señalan que, en el mundo occidental moderno de los siglos XIX y XX, la cultura de honor y vergüenza ha sido sustituida por una cultura de la dignidad en la que «los agravios pueden ser ofensivos, pero ya no tienen la misma importancia como una forma de establecer o destruir una reputación mediante la valentía». En cambio, «cuando surgen conflictos intolerables, las culturas de la dignidad prescriben acciones directas pero no violentas».
En una cultura de ese tipo, en lugar de desafiar al agresor a un duelo, la parte agraviada podría «recurrir a la evasión encubierta, al cortar relaciones con el agresor, de manera discreta y sin confrontación alguna» o «considerar el problema como una perturbación en la relación y tratar de restaurar la armonía sin pasar por un juicio».
Sobre los recursos legales, «para delitos como el robo, la violación o el incumplimento de un contrato, las personas en una cultura de la dignidad usarán la ley sin avergonzarse. Sin embargo, de acuerdo con su ética de moderación y tolerancia, esta no es necesariamente su primer recurso, y podrían condenar el uso excesivo de las autoridades como algo frívolo». Incluso se espera que las personas «toleren lesiones muy graves, pero accidentales».
De acuerdo con estos autores, la cultura de la dignidad presenta valores morales y normas de conducta que realzan el valor de cada vida humana, a la vez que estimulan la resiliencia en los niños al predicar el adagio: «los golpes y las piedras podrán quebrar mis huesos, mas las palabras nunca podrán herirme».
Puesto que la cultura del victimismo otorga ahora una condición moral más elevada a las víctimas, «aumenta el incentivo para expresar públicamente los reclamos», según Campbell y Manning. Si alguna vez las partes ofendidas podrían haber respoldido con puñetazos o con demandas legales, ahora buscan apoyo en las redes sociales.
Para estos autores, esta cultura promueve un «victimismo competitivo», incentivando a que incluso personas con privilegios afirmen ser víctimas de, por ejemplo, una discriminación inversa. Claire Lehman señala que la cultura del victimismo de Campbell y Manning considera que la moral se define, en gran medida, por el color de la piel y la pertenencia a un grupo establecido, como la comunidad LGBT, el islamismo o la población indígena.
Los autores también señalan que la cultura del victimismo es dominante en aquellos campus universitarios donde la libertad de cátedra se ve amenazada por las preocupaciones sobre la «seguridad» y la «sensibilidad».

## Controversia por el uso del término
El uso de victimhood culture por estos autores para describir esta realidad ha sido critiicado y considerado como una microagresión per se.

## Recepción
Jyotirmaya Tripathy señaló, en la revista india Swarajya, que una de las características más impresionantes del libro es su universalidad. En su opinión, el argumento de Campbell y Manning va más allá «de ser una acusación de la cultura académica estadounidense para convertirse en un punto de referencia para com el rumbo de nuestro mundo preocupado por los asuntos políticos, algo más marcado en las democracias posindustriales».
- Datos: Q55391413

1. 1 2 3 4 5  Campbell, Bradley; Manning, Jason (2014). «Microaggression and Moral Cultures». Comparative Sociology 13 (6): 692-726. doi:10.1163/15691330-12341332.
2. 1 2 3 4  Friedersdorf, Conor (11 de septiembre de 2015). «The Rise of Victimhood Culture». The Atlantic. Consultado el 31 de mayo de 2018.
3. ↑  Lehmann, Claire (17 de mayo de 2018). «Understanding Victimhood Culture: An Interview with Bradley Campbell and Jason Manning». Quillette. Consultado el 31 de mayo de 2018.
4. ↑  «Sociologist: Open Discussion Of Microaggressions Reflects Cultural Shift». Here and Now. 28 de septiembre de 2015. Consultado el 3 de enero de 2019.
5. ↑  Barbash, Fred (28 de octubre de 2015). «The war on 'microaggressions:' Has it created a 'victimhood culture' on campuses?». The Washington Post. Consultado el 1 de junio de 2018.
6. 1 2 3 4  Wayne, Teddy (13 de noviembre de 2015). «The Microcomplaint: Nothing Too Small to Whine About». The New York Times. Consultado el 1 de junio de 2018.
7. 1 2  Hennen, Anthony (18 de abril de 2018). «The Dictatorship of the Offended». James G. Martin Center for Academic Renewal. Consultado el 1 de junio de 2018.
8. ↑  Lehmann, Claire (mayo de 2018). «The War on Dignity». Commentary.
9. ↑  Lehmann, Claire (11 de junio de 2018). «The Evils of Cultural Appropriation». Tablet. Consultado el 3 de enero de 2019.
10. ↑  Leef, George (18 de abril de 2018). «Victimhood Culture Engulfs Our Campuses». National Review. Consultado el 3 de enero de 2019.
11. ↑  Friedersdorf, Conor (19 de septiembre de 2015). «Is 'Victimhood Culture' a Fair Description?». The Atlantic. Consultado el 3 de enero de 2019.
12. ↑  «Campbell and Manning Respond to Readers’ Comments». The Righteous Mind. 15 de septiembre de 2015. Consultado el 3 de enero de 2019.
13. ↑  Nardi, William (3 de enero de 2019). «Two sociologists detail ‘The Rise of Victimhood Culture’ and how it’s used for social control». The College Fix. Consultado el 3 de enero de 2019.
14. ↑  Tripathy, Jyotirmaya (1 de agosto de 2018). «When Victimhood Is The New Honour». Swarajya. Consultado el 3 de enero de 2019.